# University of Washington
University of Washington, Uniwersytet Waszyngtonu, Uniwersytet Waszyngtoński – publiczny uniwersytet badawczy w Seattle, w stanie Waszyngton, założony w 1861 roku, największy w północno-zachodnim regionie Stanów Zjednoczonych i największy na Zachodnim Wybrzeżu.
Jego główna siedziba znajduje się w dzielnicy uniwersyteckiej w Seattle oraz w dwóch miasteczkach uniwersyteckich: University of Washington at Tacoma i University of Washington at Bothell. W 2005 miał budżet 996 mln dolarów i był piątym pod względem budżetu uniwersytetem amerykańskim. Jego fundusz inwestycyjno-dochodowy (endowment) wynosił w tym samym roku 3,1 mld dolarów.

## Wiadomości ogólne
Uniwersytet Waszyngtonu jest największym odbiorcą, ze wszystkich uniwersytetów publicznych, badawczych zleceń federalnych, finansowanych przez rząd. Jest członkiem Stowarzyszenia Amerykańskich Uniwersytetów.
W roku akademickim 2006/2007 miał 40 216 studentów. Około 33% wszystkich studentów stanowią etniczne grupy mniejszości.
Biorąc pod uwagę wszystkie kierunki studiów, uniwersytet ukończyło ośmiu późniejszych laureatów Nagrody Nobla, 50 członków Narodowej Akademii Nauk, trzynastu członków Narodowej Akademia Inżynierii, 41 członków Narodowego Instytutu Medycznego, 47 członków Amerykańskiej Akademii Nauki i Sztuki.
Wydziały uniwersytetu zajmują ogólnie 4. miejsce wśród publicznych instytucji pod względem ilości członków w narodowych akademiach oraz piąte miejsce pod względem nagród krajowych.
Biblioteka uczelniana należy do największych naukowych bibliotek Stanów Zjednoczonych i posiada 6,5 mln tomów oraz 7,5 mln mikrofilmów. Stowarzyszenie Bibliotekarskie zaszeregowało ją między 5. a 15. miejscem najlepszych bibliotek w kraju w różnych kategoriach.
Uczelnia jest też głównym uniwersytetem uczestniczącym w programie telewizyjnym ResearchChannel, jedynego kanału TV w Stanach Zjednoczonych, poświęconego wyłącznie rozpowszechnianiu badań naukowych instytucji i organizacji badawczych. Aktualnie w programie ResearchChannel bierze udział 36 uniwersytetów, 15 organizacji badawczych i dwa badawcze centra korporacyjne oraz inne mniejsze instytucje badawcze. Uniwersytet posiada również własny program telewizyjny (UWTV).
Aby promować możliwość nauki na uniwersytecie osobom o niskich dochodach, w 2006 powstała inicjatywa „Husky Promise”. Program ten pozwala na studiowanie wszystkim osobom o średnich dochodach rocznych nie przekraczających 65% średnich dochodów na jednego mieszkańca w Stanach Zjednoczonych.

## Uniwersytet na świecie
W akademickim rankingu uniwersytetów na świecie Uniwersytet Waszyngtonu został sklasyfikowany w 2006 na 17. miejscu. W międzynarodowym rankingu uniwersyteckim G-Factor, gdzie głos mają studenci internauci recenzujący poszczególne uniwersytety, zajął 7. miejsce na świecie. Newsweek w 22. przeglądzie stu najlepszych uniwersytetów przyznał mu 5. miejsce wśród publicznych uniwersytetów badawczych.

## Historia

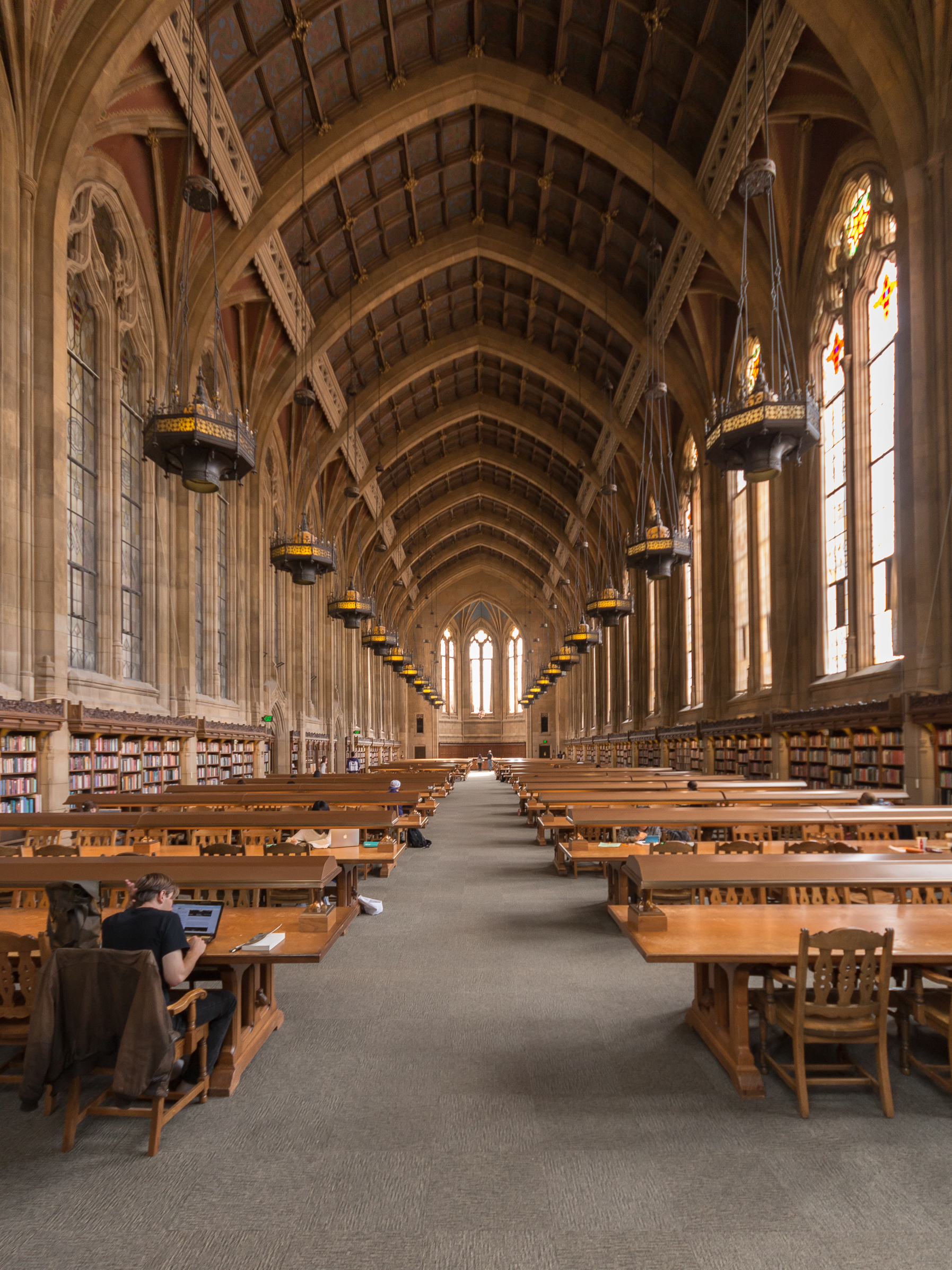
Wnętrze biblioteki Suzzalla

Seattle było jedną z kilku miejscowości, która pod koniec XIX wieku ubiegała się o prymat w nowo powstałym stanie Waszyngton. W 1854 gubernator Isaac Stevens polecił założenie uniwersytetu na terenie stanu. Kilku wybitnych mieszkańców Seattle widząc w tym szansę na nadanie miastu prestiżu, powzięło starania, aby uniwersytet powstał na terenie miasta. Początkowo komisja legislacyjna zdecydował o utworzeniu uniwersytetu w hrabstwie Lewis, jednakże przez problemy w znalezieniu ziemi pod przyszłą uczelnię, w 1858 decyzję zmieniono i utworzenie uniwersytetu zlecono miastu Seattle.
W 1861 rozpoczęto poszukiwania ziemi pod późniejsze miasteczko uniwersyteckie. Dzięki staraniom Arthura A. Denny’ego oraz dwóm innym darczyńcom, Edwardowi Landerowi i Charliemu Terry’emu, uczelnia otrzymała ziemię Denny’s Knoll w centrum Seattle.
Uniwersytet Waszyngtonu został oficjalnie otworzony 4 listopada 1861, jako Terytorialny Uniwersytet Waszyngtonu. W następnym roku legislatura formalnie zatwierdziła powstanie uczelni i założyła Radę Regentów. Szkoła początkowo zmagała się z różnymi kłopotami. W 1863 została zamknięta z powodu braku studentów, a w latach 1867 i 1876 z powodu braków funduszy. Od momentu, gdy stan Waszyngton przyłączył się do Unii w 1889, miasto Seattle i Uniwersytet nabrały większego znaczenia. Napływ nowych studentów z 30 urósł do 300 rocznie i jednocześnie rozwijało się miasteczko uniwersyteckie. Specjalny komitet legislacyjny, prowadzony przez absolwenta Edmonda Meany’ego, postanowił znaleźć nowe, lepiej przystosowane do szybkiego wzrostu studentów, miejsce dla miasteczka uniwersyteckiego. Wybór padł na tereny przy Union Bay w północno-wschodniej części miasta. Komitet przeznaczył fundusze na jego zakup i infrastrukturę.

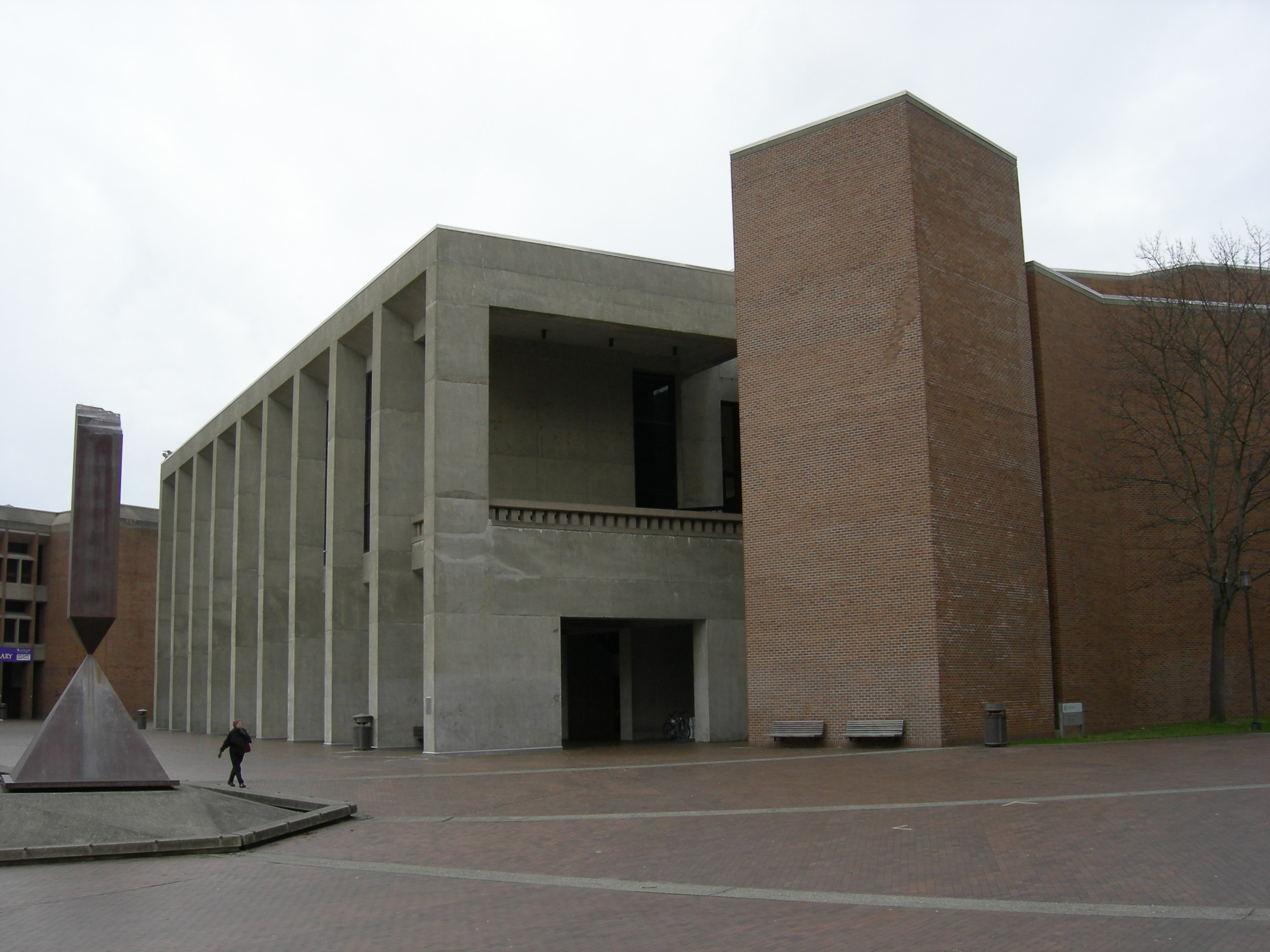
Kane Halle

Uniwersytet przeniósł się do nowego miasteczka w 1895. Tereny starego miasteczka, mimo prób, nie zostały sprzedane, lecz jedynie wydzierżawione. Teren ten do dziś jest własnością uniwersytetu i obecnie znajduje się w centrum miasta, a dochody z jego dzierżawy sięgają kilku milionów dolarów rocznie.
W okresie obu wojen światowych kampusy były używane przez wojsko. W okresie międzywojennym miasteczko uniwersyteckie przeżywało szybki rozwój urbanistyczny. W 1916 wybudowano tzw. dziedziniec i rozbudowywano go do 1939. Pierwsze dwa skrzydła biblioteki Suzzalla zostały zbudowane w latach 1926 i 1935. Pod koniec II wojny światowej i po objęciu stanowiska prezydenta przez G.I. Billa, nastąpił dalszy rozwój uczelni. W 1946 otworzono wydział medyczny, zwany dziś University of Washington Medical Center, który w rankingach U.S. News and World Report zajmuje miejsce w pierwszej dziesiątce najlepszych w kraju.
Pod koniec lat sześćdziesiątych założono Wydział Policyjny.
Lata 1960–1970 uznawane są za „złoty wiek” uniwersytetu dzięki olbrzymiemu wzrostowi liczby studentów, udogodnień infrastruktury, wzrostowi budżetu i prestiżu. Rozkwit nastąpił dzięki prezydentowi uczelni Charlesowi Odegaardowi piastującemu to stanowisko od 1958 do 1973. Rejestracja studentów w tym okresie wzrosła z 16 do 34 tysięcy. Okres ten, jak w wielu innych uniwersytetach kraju, odznaczał się dużym wzrostem działalności studenckiej, związanej z protestami przeciw wojnie w Wietnamie. Odegaard stworzył wizję budowania „społeczności uczonych” i co za tym idzie przekonał legislaturę Waszyngtonu, aby powiększyć nakłady finansowe na uczelnie. Dodatkowo, za sprawą waszyngtońskich senatorów Henry’ego M. Jacksona i Warrena G. Magnusona, uzyskał federalne fundusze na prowadzenie badań na uniwersytecie. Od tego czasu jest największym odbiorcą federalnych funduszy na badania w Stanach Zjednoczonych. Wzrost budżetu z 37 mln w 1958 wzrósł do 400 mln w 1973; wybudowano 35 nowych budynków uniwersytetu.
W 1990 uniwersytet otworzył nowe pomocnicze miasteczka uniwersyteckie: Bothell i Tacoma. Początkowo miasteczka te oferowały programy dla studentów pragnących ukończyć studia ze stopniem doktorskim, czyli po ukończeniu studiów zasadniczych. W 2006 zrezygnowano z tych planów i przyjęto pierwszych nowych studentów uniwersytetu.

## Władze uczelni
Uniwersytet jest rządzony przez dziesięciu regentów oraz jednego delegata studentów. Jego aktualnym regentem jest m.in. William H. Gates, ojciec Billa Gatesa. Zarząd studencki jest zrzeszony w Zrzeszeniu Studentów Uniwersytetu Waszyngtonu (ASUW), a absolwenci w Studenckim Senacie Absolwentów i Profesjonalistów (GPSS).
Uniwersytet oferuje uzyskanie stopni licencjackich, magisterskich i doktorskich w 140 różnych jednostkach organizacyjnych:

- College of Architecture and Urban Planning
- College of Arts and Sciences
- University of Washington Business School
- School of Dentistry
- College of Education
- College of Engineering
- College of Forestry Resources
- The Graduate School
- Information School
- Szkoła Wyższa
- Szkoła Medyczna
- Szkoła Pielęgniarska
- College Oceanografii i Rybołówstwa
- School of Pharmacy
- Daniel J. Evans School of Public affairs
- Jackson School of International Studies
- University of Washington School of Public Health and Community Medicine
- School of Social Work

## Miasteczko uniwersyteckie
Miasteczko uniwersyteckie jest położone nad brzegami Union and Portage Bays z widokiem na Góry Kaskadowe na wschodzie i Góry Olimpijskie na zachodzie, gdzie znajduje się Park Narodowy Olympic.
Widoki te można obejrzeć z biblioteki Suzzallo, z której rozpościera się widok na górę wulkaniczną Mount Rainier po południowo-wschodniej stronie, a także na dziedziniec i rosnące tam drzewa sakury z Yoshino.
Główne miasteczko uniwersyteckie graniczy na zachodzie z 15th Avenue N.E., na północy z 45th Street, na wschodzie z Montlake Boulevard i na południu z Pacific Street. Wschodnie miasteczko uniwersyteckie rozciąga się na wschód od Montlake Boulevard do Laurelhurst i zajmuje tereny pomiędzy Pacific Street i Lake Washington Ship Canal. Tereny te wykorzystywane są do nauki gry w golfa oraz przez wydziały medyczne, oceanografii, rybołówstwa i Centrum Medyczne Uniwersytetu Waszyngtonu.
Zachodnie miasteczko uniwersyteckie jest mniejsze i oddzielone od pozostałej części, położone na ulicach miasta między 15th Avenue a 5. Międzystanową z Ship Canal a 41 Street. Droga uniwersytecka zwana powszechnie „The Ave” znajduje się w pobliżu i skupia całe życie uniwersyteckie studentów.
Najstarszym budynkiem w miasteczku uniwersyteckim jest Denny Hall. Został wybudowany w 1895 we francuskim renesansowym stylu i został nazwany na cześć pionierów Seattle: Arthura A. i Mary Denny. Przez wiele lat był to główny budynek uczelniany. Z pozostawionych materiałów budowlanych wybudowano obserwatorium Theodore’a Jacobsena, znajdujące się na północ od Denny Hall. Obecnie budynek jest rzadko używany i jest drugim pod względem wieku, budynkiem w kompleksie uniwersytetu.

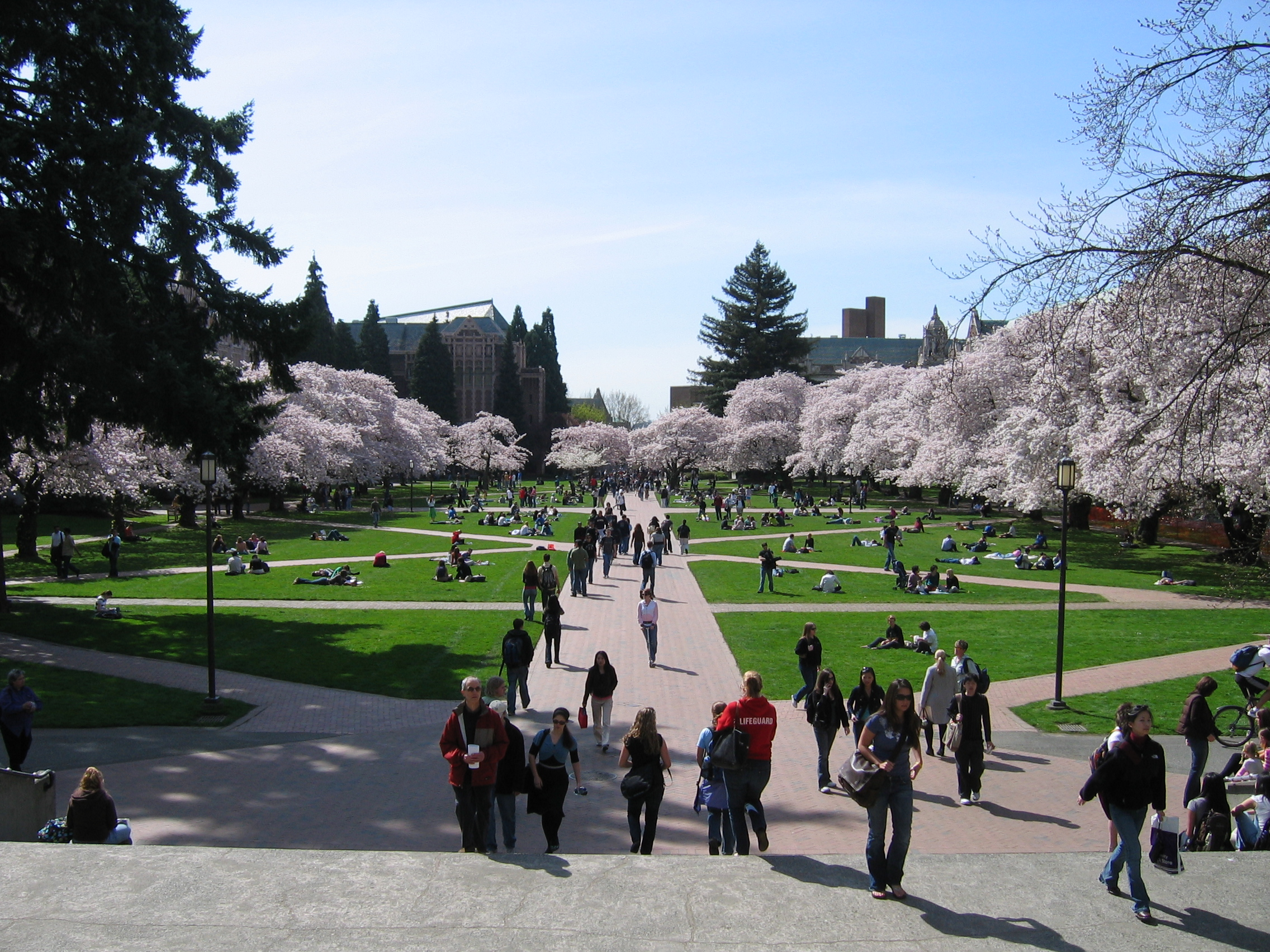
Aleja Wiśniowa na terenie uczelni

Po powstaniu kilku innych budynków wybudowanych bez konkretnego planu zagospodarowania, Rada Regentów postanowiła go stworzyć. Pierwszą osobą, która zaproponowała plan zagospodarowania i rozmieszczenia budynków był Charles Olmsted, pasierb sławnego architekta krajobrazu Fredericka Law’a Olmsteda. Jego propozycje nie zostały przyjęte. Zamiast tego został przyjęty plan stworzony na potrzeby światowej wystawy Expo 1909 zorganizowanej w Seattle pod nazwą Alaska-Yukon-Pacific Exposition. Autorem projektu był John C. Olmsted. Jego pomysłem było stworzenie osi głównej Uniwersytetu w niższym miasteczku uniwersyteckim. Oś przebiegała w kierunku południowo-wschodnim z widokiem na Mount Rainier. Obecnie większość budynków wydziału nauki i inżynierii jest położona wzdłuż tej osi.
Po wystawie Rada Regentów postanowiła opracować kolejny plan dotyczący połączenia rozbudowanego niższego miasteczka z oryginalnymi budynkami wyższego miasteczka uniwersyteckiego, obejmującego Denny Hall. Plan opracowali miejscowi architekci Carl F. Gould i Charles H. Bebb, a ich propozycję nazwano Planem Regentów. Projekt zakładał koncentrację budynków na osi północny wschód – południowy zachód. Wokół niej wybudowano m.in. wydziały sztuki. Oś łączyła się z osią niższego miasteczka uniwersyteckiego w otwartej przestrzeni pozostawionej po tymczasowych budynkach Expo. Tę przestrzeń wyłożono czerwoną cegłą, a plac znany jest dzisiaj jako Czerwony Dziedziniec. Niektóre pozostawione budynki po wystawie zostały adoptowane przez Uniwersytet, jednym z nich jest Architecture Hall. Plan Bebba i Goulda komponował się pod względem stylu z gotyckim stylem biblioteki Suzzalla.
W 1960 powstał nowy budynek znajdujący się w Planie Regentów, jednakże jego styl odbiegał od stylu pozostałych budynków. Również budynki administracyjne w wyższym miasteczku uniwersyteckim, budynki nauki i inżynierii w niższym miasteczku oraz nowe skrzydło biblioteki Suzzalla, zostały zbudowane w modernistycznym stylu, tak jak unikatowy, szklany, otoczony murem budynek, w którym znajduje się doświadczalny reaktor jądrowy. Reaktor został otworzony w 1961. Od 2005 budynek ten jest rozbierany.
Ponowna próba zharmonizowania przyszłych inwestycji budowlanych z dawnym Planem Regentów jest widoczna w najnowszych projektach Uniwersytetu. W 1990 otworzono skrzydło Kenneth Allen w centralnej bibliotece i nowe pomieszczenia medyczne, wydział nauki i budynki inżynierii. Znaczące dofinansowanie Uniwersytet otrzymał od fundacji Paula Allena i Billa Gatesa, którzy mają silne związki rodzinne z Uniwersytetem. W 2000 roku został otwarty w północno-zachodniej części kampusu za 74 mln dolarów Mary Gates Hall, a we wrześniu 2003 Szkoła Prawna. Za 90 mln dolarów w Centrum Medycznym otworzono pawilon chirurgii. W październiku 2003 Paul Allen otworzył budynek informatyki i inżynierii za kwotę 72 mln dolarów. W marcu 2006 H. Foege za kwotę 150 mln dolarów otworzył budynek bioinżynierii i nauk genetycznych. Budynek został nazwany imieniem Billa Gatesa i byłego prezydenta Jimmy’ego Cartera.
Większość ulic i głównych przejść w miasteczku uniwersyteckim ma nadane nazwy po hrabstwach stanu Waszyngton. Wyjątkiem jest Droga Pamięci (Memorial Way) i George Washington Lane. Droga Pamięci została nazwana na cześć członków uczelnianej społeczności, którzy zginęli w I wojnie światowej. Znajduje się na niej maszt z wygrawerowanymi w jego nasadzie nazwiskami absolwentów, którzy zginęli w II wojnie światowej.
Innymi atrakcjami miasteczka jest Galeria Sztuki Henry’ego i Muzeum Przyrody i Kultury. Ciekawą atrakcją jest budynek Warren G. Magnuson Health Sciences Center, którego powierzchnia wynosi 5 740 200 metrów kwadratowych i jest drugim pod tym względem budynkiem w Stanach Zjednoczonych.

### Sport

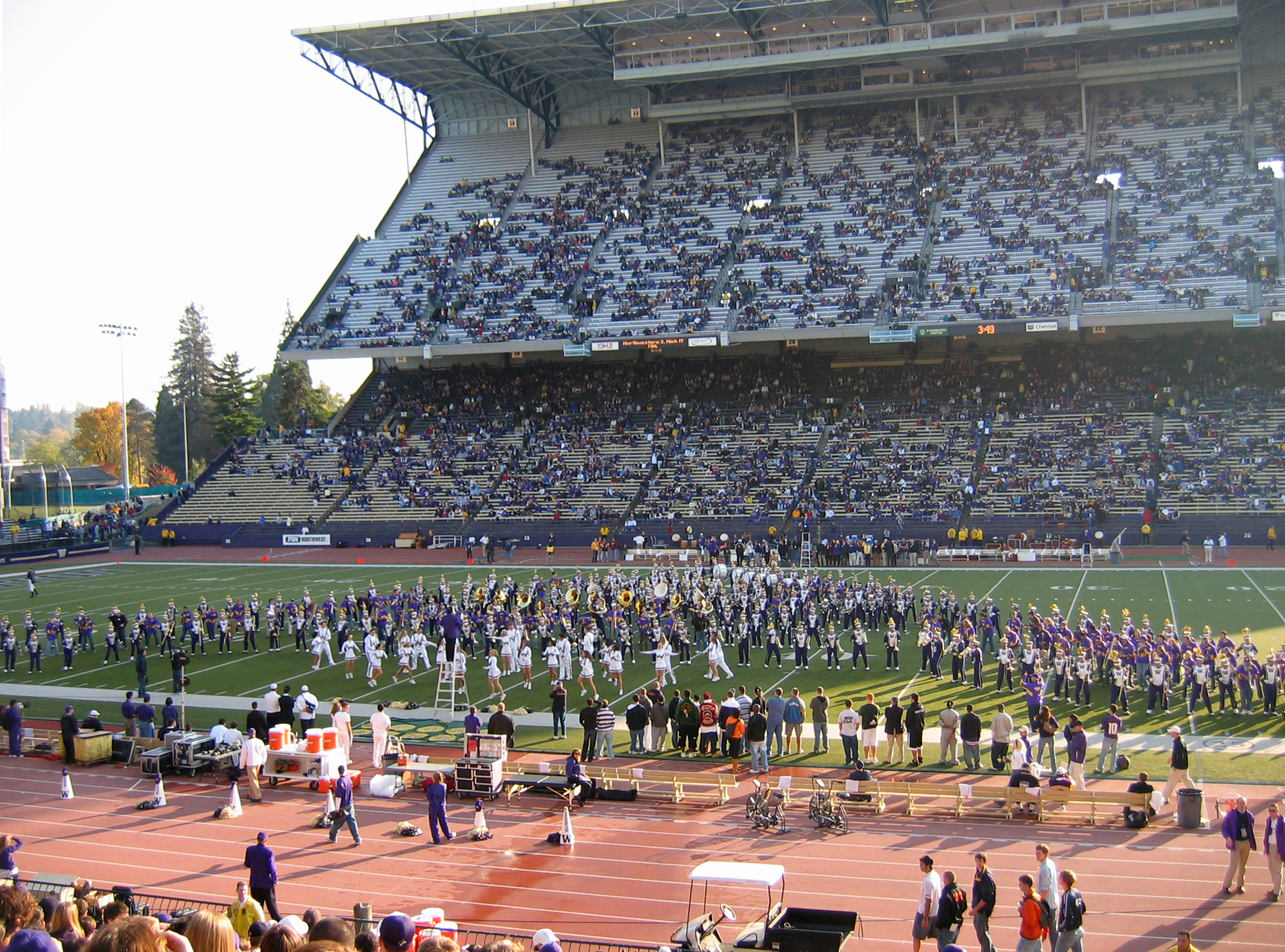
Stadion Husky

Na uczelni istnieją zespoły sportowe działające pod nazwą Washington Huskies, często również nazywane „Montlake” od nazwy jednej z ulic kampusu Montlake Boulevard. Maskotką uczelni został pies Husky, wybrany w 1922. Zastąpił on „Sun Dodger” – abstrakcyjne określenie miejscowej pogody. Strój „Harry the Husky” występuje na wszystkich zawodach sportowych i specjalnych wydarzeniach wraz z żywym psem Alaskan Malamute, obecnie nazwanym „Duch”. Szkolnymi kolorami jest purpura i złoto. Barwy zostały zaadaptowane w 1892, w wyniku głosowania studentów.
Sportowe zespoły uczestniczą w National Collegiate Athletic Association’s Division I-A oraz w Pacific Ten Conference.
Na terenie miasteczka uniwersyteckiego znajduje się stadion Husky Stadium, na którym rozgrywane są zawody lekkoatletyczne i mecze futbolowe, hala sportowa Bank of America Arena w Hec Edmundson Pavilion przeznaczona do koszykówki i siatkówki, Husky Ballpark – do Baseballa, Husky Softball Stadium, Nordstrom Tennis Center (korty tenisowe), Dempsey Indoor z przeznaczeniem dla sportów lekkoatletycznych i futbolu oraz Conibear Shellhouse dla sportów wioślarskich. Na uczelni istnieje również zespół grających w Washington National Golf Club oraz drużyna pływacka ćwicząca w Weyerhaeuser Aquatic Center.

### Futbol amerykański
Reprezentacja piłkarska uniwersytetu zwyciężała w krajowych mistrzostwach w sezonach 1960 i 1991, dziewięciokrotnie zwyciężała ligę Rose Bowl Game i Orange Bowl. Od 1907 do 1917, drużyny piłkarskie Waszyngtonu były niepokonane w 63 kolejnych grach, co jest rekordem w NCAA.

### Koszykówka
Zespół męskiej koszykówki nie odnosił wielkich sukcesów, choć w ostatnich latach jest widoczny postęp dzięki nowemu trenerowi, Lorenzo Romarowi. Pod jego wodzą zespół doszedł do trzech turniejów NCAA (2004–2006). W grudniu 2005 drużyna odniosła osiemsetne zwycięstwo w Hec Edmundson Pavilion. W 2007 drużyna grała w Pac-10 Conference i zajęła 7. miejsce.

### Wioślarstwo
Wioślarstwo ma na uczelni swoje tradycje sięgające 1901. Największy sukcesem był złoty medal „ósemki” w 1936 na letniej olimpiadzie w Berlinie, po pokonaniu Niemców i Włochów.
W 1958 załoga uniwersytecka zwyciężyła w mistrzostwach świata, organizowanych w Moskwie, co było wielkim zaskoczeniem, ponieważ jako pierwsza drużyna z Zachodu zwyciężyła w zawodach organizowanych na terenie Związku Radzieckiego. Drużyna wioślarska otrzymała owacje na stojąco mimo trwającej zimnej wojny
Ogólnie team zdobył 12 międzynarodowych tytułów, 15 olimpijskich złotych medali, dwa srebrne i pięć brązowych. Zespoły żeńskie zdobyły 10 narodowych tytułów i dwa złote medale olimpijskie.

### Inne dyscypliny sportowe
W sezonie 2005–2006 kobiecy zespół siatkówki zdobył mistrzostwo kraju w NCAA i został pierwszym zespołem w historii siatkówki, który w turnieju finałowym wygrał wszystkie sześć meczów, nie tracąc ani jednego seta.
Indywidualnie, James Lepp został w 2005 mistrzem kraju w golfie. Ryan Brown (800 m mężczyzn) i Amy Lia (1500 m kobiet) zwyciężyli w indywidualnych mistrzostwach lekkoatletycznych w 2006 w NCAA Track & Field Championships. Ryan Brown zwyciężył również w 2007 w NCAA Indoor Track & Field Championships.

## Rektorzy
- Asa Shinn Mercer 1861–1863
- William Edward Barnard 1863–1866
- George Fred Whitworth 1866–1867
- John Henry Hall 1869–1872
- Eugene Kincaid Hill 1872–1874
- Mary W. (May) Thayer (p.o.) 1874
- George Fred Whitworth 1874–1876
- Alexander Jay Anderson 1877–1882
- Leonard Jackson Powell 1882–1887
- Thomas Milton Gatch 1887–1895
- Mark Walrod Harrington 1895–1897
- William Franklin Edwards 1897
- Charles Francis Reeves (p.o.) 1897–1898
- Frank Pierrepont Graves 1898–1902
- Thomas Franklin Kane 1902–1914
- Henry Landes (p.o.) 1914–1915
- Henry Suzzallo 1915–1926
- David Thomson (p.o.) 1926–1927
- Matthew Lyle Spencer 1927–1933
- Hugo Winkenwerder (p.o.) 1933–1934
- Lee Paul Sieg 1934–1946
- Raymond B. Allen 1946–1951
- H.P. (Dick) Everest (p.o.) 1952
- Henry Schmitz 1952–1958
- Charles Odegaard 1958–1973
- Philip W. Cartwright (p.o.) 1973–1974
- John R. Hogness 1974–1979
- William P. Gerberding 1979–1995
- Richard L. McCormick 1995–2003
- Lee L. Huntsman 2003–2004
- Mark Emmert 2004–2010
- Phyllis Wise (p.o.) 2010–2011
- Michael K. Young 2011–2015
- Ana Mari Cauce od 2015

## Absolwenci

### Laureaci Nagrody Nobla
- Linda B. Buck (BS 1975, BS 1975) – Nagroda Nobla w dziedzinie fizjologii i medycyny 2004
- George Hitchings (1927, 1928) – Nagroda Nobla w dziedzinie fizjologii i medycyny, 1988
- Martin Rodbell (PhD 1954) – Nagroda Nobla w dziedzinie fizjologii i medycyny, 1994
- George Stigler – Nagroda Banku Szwecji im. Alfreda Nobla w dziedzinie ekonomii, 1982

### Laureaci nagrody Pulitzera
- William Bolcom – Nagroda Pulitzera z Muzyki, 1988, kompozytor i pisarz, trzykrotny zwycięzca Nagrody Grammy w 2006
- Richard Eberhart – poezja, 1966
- Timothy Egan (1981) – Nagroda Pulitzera dziennikarstwa w 2001
- Ed Guthman – Nagroda Pulitzera dziennikarstwa
- David Horsey (1975) – Pulitzer Prize for Editorial Cartooning w 1999 i 2003
- Mike Luckovich (1982) – Pulitzer Prize for Editorial Cartooning w 1995
- Marilynne Robinson (1977) – Nagroda Pulitzera w dziedzinie beletrystyki w 2005